# 新安郡 (隋朝)
新安郡，中国隋朝时设置的郡。
大业三年（607年）改歙州置，治所在休宁县（今安徽省休宁县东万安），后移治歙县（今属安徽省）。辖境相当今安徽省新安江流域、祁门县及江西省婺源县等地。唐朝武德初年，改为歙州。天宝时复置，乾元元年（758年）又改歙州。后世因以新安为歙州、徽州所辖地的别称。 